# 学张乡
学张乡，是中华人民共和国山西省运城市芮城县下辖的一个乡镇级行政单位。

## 行政区划
学张乡下辖以下地区：
学张村、阳院村、水峪村、神西村、斜口村、韩张村、三坑村、枯夺村、桥头村和杜家村。